# Герліц (район)
Район Герліц (нім. Landkreis Görlitz) — найсхідніший район Німеччини, розташований у землі Саксонія. Межує з Польщею на сході та Чехією на півдні. Підпорядкований адміністративному округу Дрезден. Виник 1 серпня 2008 внаслідок реформи громад із колишніх районів Лебау-Циттау, Нижньосілезька Верхня Лужиця та міста Герліц.
Центр району — місто Герліц.

## Населення
Населення району становить 250 069 осіб (станом на 31 жовтня 2022).

## Адміністративний поділ
Район складається з 14 міст і 39 громад (нім. Gemeinden).
Дані про населення наведені станом на 31 грудня 2020[джерело?].
| Міста: 1. Бад-Мускау (3681) 2. Бернштадт-ауф-дем-Айген (3298) 3. Вайсвассер (15640) 4. Герліц (55784) 5. Геррнгут (5787) 6. Еберсбах-Нойгерсдорф (11679) 7. Зайфгеннерсдорф (3622) 8. Лебау (14347) 9. Ніскі (9198) 10. Нойзальца-Шпремберг (3264) 11. Остріц (2215) 12. Райхенбах (4915) 13. Ротенбург (4405) 14. Циттау (24738) Громади: 1. Баєрсдорф (1129) 2. Бертсдорф-Герніц (2046) 3. Боксберг (4337) 4. Вайскайсель (1262) 5. Вальдгуфен (2405) 6. Габленц (1607) 7. Гайневальде (1511) 8. Геніхен (1232) 9. Гоендубрау (1881) 10. Горка (1673) 11. Грос-Дюбен (1070) 12. Гросшвайдніц (1263) | 1. Гросшенау (5335) 2. Дюрреннерсдорф (962) 3. Йонсдорф (1497) 4. Квіцдорф-ам-Зе (1244) 5. Кенігсгайн (1165) 6. Кодерсдорф (2387) 7. Коттмар (7206) 8. Краушвіц (3405) 9. Креба-Нойдорф (857) 10. Лавальде (1808) 11. Лойтерсдорф (3499) 12. Маркерсдорф (3891) 13. Міттельгервігсдорф (3582) 14. Мюка (966) 15. Найсеауе (1719) 16. Одервіц (4954) 17. Ойбін (1324) 18. Ольберсдорф (4550) 19. Оппах (2318) 20. Річен (2512) 21. Розенбах (1573) 22. Требендорф (831) 23. Фіркірхен (1645) 24. Шенау-Берцдорф (1469) 25. Шенбах (1083) 26. Шепсталь (2387) 27. Шляйфе (2400) |